# Saison 5 de Popstars
Vous pouvez aider à l'améliorer ou bien discuter des problèmes sur sa page de discussion.
- Il n'est pas vérifiable et peut contenir des informations totalement erronées. Il est fortement conseillé aux contributeurs d'étayer son contenu par des sources fiables. Sans cela, sa suppression pourrait être envisagée. (si vous venez d'apposer le bandeau, veuillez cliquer sur ce lien pour créer la discussion et en afficher les indications). (Marqué depuis mai 2025)
- Il peut contenir un travail inédit ou des déclarations non vérifiées. Vous pouvez l’améliorer en ajoutant des références. (Marqué depuis mai 2025)

- Archive Wikiwix
- Bing
- Cairn
- DuckDuckGo
- E. Universalis
- Gallica
- Google
- G. Books
- G. News
- G. Scholar
- Persée
- Qwant
- (zh) Baidu
- (ru) Yandex
- (wd) trouver des œuvres sur Wikidata

Vous pouvez aider à l'améliorer ou bien discuter des problèmes sur sa page de discussion.
- Son admissibilité est à vérifier. Motif : notoriété non démontrée. Manque de références. À priori, les informations sont présentes dans l'article principal.. Vous êtes invité à le compléter pour expliciter son admissibilité, en y apportant des sources secondaires de qualité. (Marqué depuis mai 2025)
- Il ne cite pas suffisamment ses sources. Vous pouvez indiquer les passages à sourcer avec {{référence nécessaire}} ou {{Référence souhaitée}}, et inclure les références utiles en les liant aux notes de bas de page. (Marqué depuis mai 2025)
- Certaines de ses couleurs nuisent à son accessibilité et ne respectent pas la charte graphique. Les couleurs ne sont pas interdites, mais il est conseillé d'en faire un usage modéré qui respecte les normes d'accessibilité. (Marqué depuis mai 2025)

- Archive Wikiwix
- Bing
- Cairn
- DuckDuckGo
- E. Universalis
- Gallica
- Google
- G. Books
- G. News
- G. Scholar
- Persée
- Qwant
- (zh) Baidu
- (ru) Yandex
- (wd) trouver des œuvres sur Wikidata

La saison 5 de Popstars est la cinquième saison de l'émission de casting Popstars, diffusée sur D8 à partir du 28 mai 2013. 
L'émission était diffusée jusqu'en 2007 sur M6 et W9. Après des rumeurs de retour en 2013, sur la chaîne du Groupe M6, W9, l'émission revient finalement en 2013 sur la nouvelle chaîne du Groupe Canal+, D8.
Le gagnant est le girl group The Mess, tout comme la première saison de Popstars en 2001 les L5.

## Jury
Le jury est composé cette saison de :
- La Fouine, rappeur chanteur
- Alexia Laroche-Joubert, productrice de télévision
- Philippe Gandilhon, directeur artistique de Sony

## Candidats
Les 41 candidats sélectionnés sont : Morgane, Justine, Belmondo, Loubna, Farrah , Victor, Zalfa, Axelle, Ange, Sindy, Lea, Maxime-Henry, Melissa, Jérôme, Léa, Samir, Nancy, Jean-Baptiste, Tarik, Aurel, Eugénie, Michael, Sybille, Dounia, Martin, Camille, Julie, Kendy, Vincent, Jessica, Djena, Vincent, Mylène, Aubin, Diana-Kelly, Chéraze, Nessryne, June, Megan, Osvaldo et Wilson.

## Audiences
Le lancement de l'émission signa un bon démarrage avec plus de 1 001 000 téléspectateurs (4% de PDA). Diffusé en deux parties de 52 minutes, le deuxième épisode fédère plus (4,5% de l'ensemble du public) que le premier (3,6%) pour le lancement de cette nouvelle saison.

La suite de la saison ne dépassera jamais les 688.000 téléspectateurs.
La finale entre The Mess et Oslo a été un très gros flop pour l'émission qui ne rassemble pas moins de 269 000 téléspectateurs, un score très bas pour une finale. Le dernier épisode retraçant le parcours du groupe "The Mess" lors de leur première semaine de promotion est diffusé un jeudi soir, pour une audience de 246.000 téléspectateurs.
| Épisode | Jour et horaire de diffusion                                           | Téléspectateurs en milliers(s) | Parts de marché (sur les 4 ans et plus) | Référence         |
| ------- | ---------------------------------------------------------------------- | ------------------------------ | --------------------------------------- | ----------------- |
| 1-2     | Mardi 28 mai 2013 (Bordeaux et Paris) 20:50 - 23:05                    | 1 001 000                      | 4 %                                     |                   |
| 3-4     | Mardi 4 juin 2013 (Paris et Marseille) 20:50 - 22:55                   | 688 000                        | 3 %                                     | [ 2 ]             |
| 5       | Mardi 11 juin 2013 (Marseille et l'Atelier) 20:50 - 22:55              | 542 000                        | 2,2 %                                   | [ 3 ]             |
| 6       | Mardi 18 juin 2013 (L'Atelier et révélation des groupes) 20:50 - 23:05 | 630 000                        | 2,6 %                                   | [ 4 ]             |
| 7       | Mardi 25 juin 2013 (Travail en studio ) 20:50 - 22:55                  | 595 000                        | 2,4 %                                   | [ 5 ]             |
| 8       | Mardi 2 juillet 2013 (Finale) 20:50 - 23:05                            | 269 000                        | 1,1 %                                   | [réf. nécessaire] |
| 9       | Jeudi 11 juillet 2013 (Après la victoire) 20:50 - 22:45                | 246 000                        | 1,1 %                                   | [ 6 ]             |

Légende :
- Les plus hauts chiffres d'audience
- Les plus bas chiffres d'audience

| Légende :Saison 5 |

## Autour de cette saison
- Alexia Laroche-Joubert qui fait partie du jury est également la productrice de cette saison 5.
- Mareva Galanter a un rôle de "grande sœur" auprès des candidats.
- Philippe Gandilhon permet au groupe formé de signer son premier disque chez Sony.
- Les castings de cette saison ont lieu le 2 avril à Marseille, le 5 avril à Bordeaux, le 8 avril à Bruxelles (en Belgique) et le 11 avril à Paris.
- Comme pour les autres saisons, cette saison 5 ne comporte pas d'animateur.
- Alizée et Maître Gims (du groupe Sexion d'Assaut) sont présents à l'Atelier pour coacher les candidats au côté de Zack Reece et Pierre-Yves Duchesne. David Stanzke, du groupe Tahiti Boy and the Palmtree Family participe à l'enregistrement du groupe Oslo.
- Le générique fait peau neuve au niveau de l'image mais aussi au niveau de la musique avec la chanson I wanna be a popstar.
- Deux groupes sont formés et partent donc en développement : l'un urbain, "The Mess" (Kendy, Chéraze, Megan et Léa) et l'autre pop rock, "Oslo" (Vincent et Eugénie).
- Maxime-Henry a quitté l'aventure alors qu'il était dans le groupe pop rock "Oslo", afin de se lancer dans une carrière solo.
- Sindy, éliminée aux portes de la finale, touche le juge et rappeur La Fouine qui la fait signer sur son label Banlieue Sale[7]
- Le groupe "The Mess", gagnant de cette saison, ne sortira que quelques morceaux avant de se dissoudre. L'album gagné ne sortira pas, on ne sait pas s'il avait été finalisé. Au moins 2 de ses membres ont continué dans la musique : Léa devenant Ehla et Chéraze qui garde son vrai prénom pour sa carrière solo.
- Léa est la sœur de la chanteuse Clara Luciani[8].